# Jean-Guillaume Bart
Pour les articles homonymes, voir Bart.
Jean-Guillaume Bart (né le 7 juin 1972) est un danseur et un chorégraphe français. Il a été danseur étoile du Ballet de l'Opéra national de Paris.

## Biographie

### Débuts
Jean-Guillaume Bart entre à l'École de danse de l'Opéra de Paris en 1983. En 1988, il est engagé - à 16 ans - dans le corps de ballet. Il est nommé coryphée un an plus tard, en 1989, puis sujet en 1991.
Il se voit confier les grands rôles du répertoire, sa solide technique et son style épuré le destinant aux rôles de danseur noble.
Comme coryphée, il danse en soliste dans Divertimento no 15, Chaconne (d'Orphée et Eurydice de George Balanchine), et le pas de deux de Casse-noisette (d'après Lev Ivanov) ; puis comme sujet  As Time Goes By (Twyla Tharp) et Le Songe d'une nuit d'été (John Neumeier). Il interprète le pas de deux des Écossais de La Sylphide (Pierre Lacotte), le pas de trois et l'adage de Suite en blanc (Serge Lifar). Il est le « danseur bleu » de Dances at a Gathering (Jerome Robbins), Gunter dans Casse-noisette (John Neumeier).
En 1994, il danse Solor dans le pas de deux de l'acte II de La Bayadère (Rudolf Noureev) lors des soirées Jeunes Danseurs.
L'année suivante, en 1995, il reçoit le Prix de danse du cercle Carpeaux.

### Premier danseur
En 1996, Jean-Guillaume Bart reçoit le Prix du public de l'Association pour le rayonnement de l'Opéra national de Paris (AROP). Il est promu premier danseur, danse le rôle de Frantz dans Coppélia (Patrice Bart), un soliste dans la IXe Symphonie (Maurice Béjart), le pas de cinq des Pierres précieuses et le rôle du prince Désiré dans La Belle au bois dormant (Noureev).
De 1997 à 2000, il danseLe Lac des cygnes (versions Bourmeister et Noureev), Études (Harald Lander), Les Quatre Saisons, Moves, In The Night (Robbins), Les Variations d'Ulysse (Jean-Claude Gallotta), Musings  (James Kudelka), Ancient Airs and Dances (Richard Tanner), Agon, Serenade, Concerto Barocco, Apollon musagète, Thème & Variations, Les Quatre Tempéraments (Balanchine), Soir de fête (Léo Staats), Les Sylphides (Michel Fokine), Don Quichotte, Le Lac des cygnes, Roméo et Juliette (rôle de Pâris), La Bayadère (rôle de Solor), Raymonda (Noureev), Sylvia (John Neumeier), L'Histoire de Manon (Kenneth MacMillan), Pas./parts (William Forsythe).

### Danseur étoile
À l'issue de la représentation de La Belle au bois dormant de Noureev (rôle du prince Désiré), le 5 janvier 2000, il est nommé étoile.
De 2000 à 2004, il danse Cendrillon, La Bayadère, Raymonda, Casse-noisette, Don Quichotte (rôle d'Espada), Apollon musagète, Joyaux, Violin Concerto, Tchaikovski - pas de deux, Sérénade (Balanchine), Pas./parts (Forsythe), Paquita (Lacotte, d'après Joseph Mazilier et Marius Petipa), In The Night, Other Dances (Robbins), Le Songe d'une nuit d'été (Neumeier), L'Après-midi d'un faune (Vaslav Nijinski), Coppélia (Patrice Bart), Giselle, Webern, opus V (Béjart).
Il participe aux créations à l'Opéra de Stepping Stones (Jiří Kylián), Wuthering Heights (Kader Belarbi, 2002), La Petite danseuse de Degas (Patrice Bart, 2003), Liebeslieder Walzer (Balanchine).
En 2005, il est nommé chevalier de l'Ordre des Arts et des Lettres.

### Professeur
En 2008, il met un terme à sa carrière de danseur pour se consacrer entièrement à la pédagogie comme professeur du Ballet de l’Opéra de Paris et collaborer ponctuellement en tant que répétiteur à la transmission du répertoire. Il est également professeur invité au Maggio Danza de Florence, à la Scala de Milan, au Tokyo Ballet, au Théâtre Mikhailovsky de Saint-Pétersbourg et au Théâtre Colón de Buenos Aires,.

### Chorégraphe
Depuis toujours, Jean-Guillaume Bart a ressenti le besoin de préserver et cultiver le vocabulaire classique et néo-classique et de traduire sa propre vision de la musique. Il s’essaie à une première chorégraphie à l’Amphithéâtre de l’Opéra Bastille, Alla Fuga, en 1997. Claude Bessy lui commande pour l’École de danse de l'Opéra national de Paris un ballet sur des pages de Rossini, Péchés de Jeunesse (2000), pour lequel il reçoit le prix Charles Oulmont. Il règle plusieurs chorégraphies pour Le Jeune Ballet de France, l’English National Ballet School, l’École nationale de Ballet de Marseille, le Conservatoire national supérieur de musique et de danse de Paris, les soirées « Jeunes Danseurs » présentées à l'Opéra Garnier, dont Le Diable à quatre ('2001), Javotte (2003), Bergamasques (2006).
Robert Carsen le sollicite en 2004 pour régler les parties dansées de Capriccio (opéra) de Richard Strauss. En avril 2007, il signe en Russie sa première grande production, Le Corsaire, pour le Théâtre Fédéral d’Iekaterinbourg. En décembre 2010, il règle  les danses du Concert du nouvel an à Vienne avec les danseurs et les élèves de l’École de l'Opéra d'État de Vienne et, en 2011, il fait revivre au Palais Garnier La Source, grand ballet romantique tombé dans l’oubli. En juillet 2014, il crée Lalo Celebration pour les élèves de la Tanz Akademie de Zurich.

## Récompenses et distinctions
- 2000 : Prix Benois de la danse
- 2001 : Prix de la Fondation de France Charles Oulmont
- 2015 : Champion de France 2015 de Danse historique avec Olivia Wély (Valse des Rayons du ballet "Le Papillon" de Jacques Offenbach)
- 2016 : Champion de France 2016 de Danse historique avec Olivia Wély (Valse Acclamation de Johann Strauss)
- 2017 : Champion de France 2017 de Danse historique avec Olivia Wély (Valse "Mascarade" d'Aram Khatchatourian)